# Vassili Txapàiev
Vassili Ivànovitx Txapàiev (rus: Васи́лий Ива́нович Чапа́ев o Txepàiev rus: Чепа́ев; 9 de febrer [C.J. 28 de gener] de 1887 – 5 de setembre de 1919) fou un famós soldat rus i comandant de l'Exèrcit Roig durant la Guerra Civil Russa.

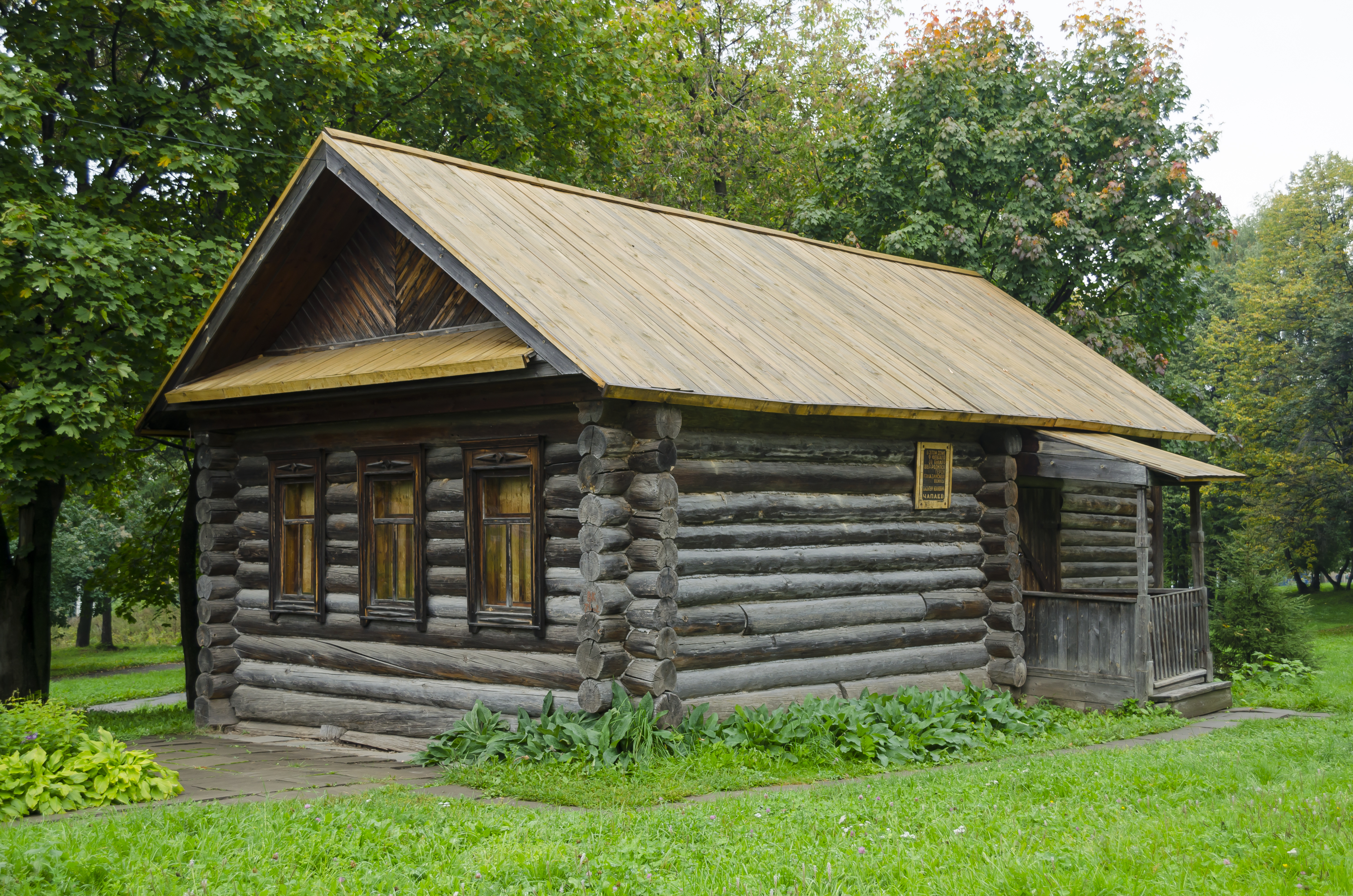
Casa natal de Txapàiev (actualment, la casa-museu "casa de troncs" de Txapàiev)

## Biografia
Txapàiev va néixer en una pobra família camperola en un poble anomenat Budaika, ara part de Txeboksari. Durant la Primera Guerra Mundial va lluitar com a sotsoficial i va ser condecorat amb la Creu de Sant Jordi tres vegades. El setembre del 1917, es va unir al Partit Obrer Socialdemòcrata Rus (bolxevics). Al desembre va ser triat comandant del 138è Regiment d'Infanteria pel vot dels soldats del regiment. Posteriorment, va comandar la segona divisió de Nikolàiev i la 25a divisió de fusellers.
El 5 de setembre de 1919, les forces centrals de la divisió prop de Lbísxensk (rebatejada com a Txapàiev el 1939 en el seu honor) van ser emboscades per forces de l'exèrcit blanc. Segons fonts oficials, Txapàiev va tractar d'escapar nedant a través del riu Ural, però mai se'l va tornar a veure viu. "El 1919, Txapàiev quedà ferit per un tret i s'ofegà al riu Ural". El seu cos mai no va ser recuperat, però la ciutat on va morir va canviar posteriorment el seu nom a Txapàiev, i s'hi va establir un museu el 1927.

## Vida privada
Poc després de tornar del servei militar, el 1908, Txapàiev va anunciar a la família que anava a casar-se. Pelagueia Métlina, la filla del sacerdot de Balàkovo, fou la dona triada per Vassili. El pare estava descontent amb l'elecció, perquè que la filla mimada del sacerdot no era bona com a dona d'un fuster, i li va oferir altres candidates. També estaven en contra d'aquest matrimoni el pares de la núvia. Però Vassili va insistir en la seva decisió i el juliol de 1909 els joves es van casar. L'agost de 1910, va néixer el primer fill, Aleksandr (1910-1985), i el 1912, la filla, Klàvdia (1912-1999). Vassili va obrir el seu propi taller de reparació d'eines rurals, i després va treballar al taller d'icones pintades del seu sogre. A la primavera de 1913 va intentar establir-se amb la seva família a Simbirsk, i després es va instal·lar a la ciutat de Melekess (ara Dimitrovgrad, óblast d'Uliànovsk). Aquí va néixer el seu fill Arkadi (1914-1939).
Tot i que no hi va haver cap divorci oficial, el 1917, Txapàiev va començar a viure amb la vídua del seu difunt soldat Piotr Kamexkértsev. Curiosament, el seu nom també era Pelagueia. Txapàiev va adoptar-ne els dos fills. En l'actualitat, l'únic parent que queda viu és la seva rebesneta, Vassilissa Txapàieva, filla de Ievguénia Txapàieva i Víktor Petxerin.

## A la cultura russa

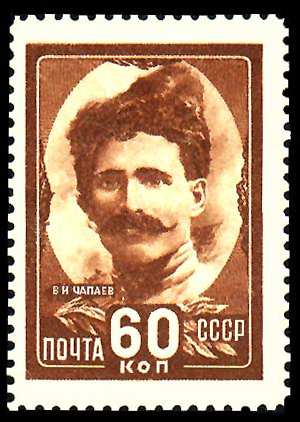
Txapàiev en un segell de correus soviètic del 1948

Després de la creació de la Unió Soviètica, Txapàiev va ser immortalitzat per la propaganda soviètica com a heroi de la Guerra Civil Russa. El 1923, un escriptor rus, Dmitri Fúrmanov, que va servir com a comissari en la divisió de Txapàiev, va escriure una popular novel·la anomenada Txapàiev. Més tard, el 1934, es va dur al cinema amb el títol de Txapàiev pels germans Vassíliev. La pel·lícula es va fer molt popular a la Unió Soviètica. L'actor i cantant alemany Ernst Busch també va gravar la cançó Tschapajews Tod (La mort de Txapàiev), que parla de la seva mort a l'Ural.
Més recentment, es va convertir en un dels personatges centrals de la novel·la Txapàiev i pustotà (Txapàiev i el buit) de l'escriptor rus contemporani Víktor Pelevin
El novembre de 1998, Red Comrades Save the Galaxy, un joc d'aventures gràfiques de punt i clic, va ser desenvolupat per SKIF i publicat per Buka Entertainment (ara 1C Company). El protagonista del joc, "Vasily Ivanovich Chapaev", està inspirat en Txapàiev.
Txapàiev, juntament amb el seu ajudant Petka (Пе́тька), es va convertir en un personatge recurrent als acudits russos.